# Третье правительство Анри Кёя
Третье правительство Анри́ Кёя — кабинет министров, правивший Францией с 10 марта по 10 июля 1951 года; в период Четвёртой французской республики, в следующем составе:
- Анри Кёй — председатель Совета министров и министр внутренних дел;
- Ги Молле — вице-председатель Совета министров и министр по делам Совета Европы;
- Рене Плевен — вице-председатель Совета министров;
- Жорж Бидо — вице-председатель Совета министров;
- Робер Шуман — министр иностранных дел;
- Жюль Мок — министр национальной обороны;
- Морис Пецш — министр финансов и экономических дел;
- Эдгар Фор — министр бюджета;
- Жан-Мари Лувель — министр торговли и промышленности;
- Поль Бекон — министр труда и социальное обеспечения;
- Рене Мейер — министр юстиции;
- Гастон Дефферр — министр торгового флота;
- Пьер-Оливье Лапи — министр национального образования
- Луи Жакино — министр по делам ветеранов и жертв войны;
- Пьер Пфлимлен — министр сельского хозяйства;
- Франсуа Миттерран — министр заморских территорий;
- Антуан Пине — министр общественных работ, транспорта и туризма;
- Пьер Шнейтер — министр здравоохранения и народонаселения;
- Эжен Клод-Пти — министр восстановления и градостроительства;
- Шарль Брюн — министр почт;
- Альбер Газье — министр информации;
- Жан Летурно — министр отношений с государствами-партнерами.